# Les Chevaliers teutoniques (film)
Cet article concerne le film. Pour le roman historique, voir Les Chevaliers teutoniques.
Pour plus de détails, voir Fiche technique et Distribution.
Les Chevaliers teutoniques (Krzyżacy) est un film polonais réalisé par Aleksander Ford, sorti en 1960, adapté du roman du même nom de Henryk Sienkiewicz.
Ce film sortit le 15 juillet 1960 en Pologne pour célébrer le 550e anniversaire de la Bataille de Grunwald.

## Synopsis
En Pologne, au XIVe siècle. Zbyszko de Bogdaniec, un jeune chevalier polonais, voyage avec son oncle Mathieu sur la route de Cracovie quand il rencontre la jeune Danusia, suivante de la duchesse Anne de Mazovie et fille du célèbre Jurand de Spychow, ennemi juré des chevaliers Teutoniques. Ceux-ci, qui cherchent à se venger des humiliations répétées que leur a fait subir Jurand, enlèvent Danusia...

## Fiche technique
- Titre : Les Chevaliers teutoniques
- Titre original : Krzyżacy
- Réalisation : Aleksander Ford
- Scénario : Aleksander Ford, Leon Kruczkowski, et Jerzy Stefan Stawiński
- D’après le roman Les Chevaliers teutoniques de Henryk Sienkiewicz (1900)
- Société de Production : Zespol Filmowy Studio
- Musique : Kazimierz Serocki
- Photographie : Mieczyslaw Jahoda
- Montage : Alina Faflik et Mirosława Garlicka
- Costumes : Wieslawa Chojkowska, Stefan Moszkowicz, Michelle Zahorska et Lech Zahorski
- Pays d'origine : Pologne
- Langue d'origine : polonais
- Format : couleur (Eastmancolor) et Dyaliscope. Ratio : 2.35:1 - son : Mono
- Genre : Film dramatique
- Durée : 152 minutes
- Dates de sortie :
  -  Pologne : 15 juillet 1960
  -  France : 26 mai 1961

## Distribution
- Andrzej Szalawski (V.F. : Michel Gatineau) :  Jurand de Spychów
- Mieczyslaw Kalenik (V.F. : Marc Cassot) : Zbyszko de Bogdaniec
- Urszula Modrzynska (V.F. : Arlette Thomas) : Jagienka
- Grazyna Staniszewska (V.F. : Janine Freson) : Danusia
- Aleksander Fogiel (V.F. : Claude Bertrand) : Mathieu de Bogdaniec
- Emil Karewicz (V.F. : Jean-Claude Michel) : Le roi Jagellon
- Henryk Borowski (V.F. : Raymond Loyer) : Siegfried de Löwe
- Mieczyslaw Voit  (V.F. : Roger Rudel) :  Kuno von Liechtenstein
- Leon Niemczyk (V.F. : Jacques Deschamps) : Fulko de Lorche
- Wlodzimierz Skoczylas (V.F. : Teddy Bilis) : Sanderus
- Lucyna Winnicka (V.F. : Maria Tamar) : Duchesse Anna Danuta
- Janusz Strachocki (V.F. : René Bériard) :  Konrad von Jungingen
- Stanislaw Jasiukiewicz (V.F. : Jean-Pierre Duclos) : Ulrich von Jungingen
- Zbigniew Skowroński (V.F. : Pierre Leproux) : Tolima
- Barbara Horawianka (V.F. : Sylvie Deniau) : Teutonic Maid
- Stanislaw Jaskiewicz (V.F. : Gérard Férat) : Castellan
- Janusz Paluszkiewicz (V.F. : Emile Duard) : Marechal royal
- Tadeusz Kosudarski (V.F. : Michel Gudin) : Rotgier
- Mieczyslaw Stoor (V.F. : Henri Djanik) : Hlava
- Józef Kostecki (V.F. : Bernard Noël) : Prince Witold
- Tadeusz Wozniak (V.F. : Lucien Bryonne) : Frère Stanislaw
- Feliks Zukowski (V.F. : Raymond Rognoni) : Frère Kaleb
- Antoni Lewek (V.F. : Jacques Thebault) : Frère Lingwen
- Jerzy Pichelski (V.F. : Jean Violette) : powala de Taczew
- Lech Skolimowski (V.F. : Jacques Thebault) : L’Héraut qui porte les épées à Jagellon
- Stanislaw Winczewski (V.F. : Hubert Noel) : Zych père de Jagienka
- Stefan Rydel (V.F. : Gabriel Cattand) : Chevalier Teutonique de Malbork
- Juliusz Lisowski (V.F. : Gerard Ferat) : Werner von Tettingen
- Marian Wojtczak (V.F. : Henri Djanik) : Tavernier
- Stanislaw Milski (V.F. : Gerard Ferat) : Prêtre, guérisseur de maciek
- Andrzej Konic – Skirwoillo

## Critique
Pour le critique Roger Boussinot, c'est probablement le meilleur film d'Aleksander Ford, en raison non seulement de sa « mise en scène grandiose » mais aussi pour sa conduite du récit.